# 铜梁导轨电车
铜梁导轨电车位于重庆市铜梁区，是上海张江、天津开发区两条线路停运后，中华人民共和国境内唯一仍在推动建设的路面导轨电车项目，目前正在调试中。线路现长10.494公里，设站5座。铜梁区希望该项目能带动“百亿级产业集群”落户当地。

## 历史背景

### 导轨电车

导轨结构图

铜梁项目以前，中华人民共和国境内的导轨电车仅有上海张江、天津开发区两条，均为劳尔重工生产的Translohr系统。中车四方仿制有类似的系统，样车于2016年下线，除导向部分和尺寸参数与劳尔版本有一定差异以外，整体大致相同。铜梁导轨电车为当地政府于2016年与中车四方签约的合作项目，中车四方于签约之后即开始生产部分车辆，而线路本身则于2020年才开工修建，曾计划2021年建成运营，但实际建设缓慢。2023年6月1日起，上海和天津的两条线路均已停止运行。

### 轨道交通产业
2018年1月，铜梁区委书记唐小平公开表示，导轨电车项目“将带动形成百亿级轨道交通装备制造产业集群”，核心为中车四方的导轨电车组装基地，上下游产业则有通号万全、祥龙电气和柒安电线电缆等十几家企业。2019年，铜梁通过导轨电车项目，引进德国克诺尔集团生产基地，可生产轨道交通车辆制动系统、车门系统及车载空调等，2024年1月12日投产。

### 规划与试验
导轨电车的“线网规划”于2017年完成。线网规划中分一期、二期、三期，全长71公里。当时的一期工程长13.34（或13.35）公里，南端终点为黄家岩站，北端终点为小北海站，共设站12座。综合考虑交通状况后，选定金龙大道早晚高峰为专用车道、平时开放混行模式，沿线其余道路均为路中专用道、路口混行。2019年，随电车组装基地一同完成环境影响评价，2020年8月18日取得建设许可，建设单位为“重庆安居古城华夏文化旅游发展有限公司”。至2021年5月，完成约1.8公里“样板段”。原定线路沿线有龙城天街、璧铜城际轨道交通金龙站等地标。

## 线路概况
铜梁导轨电车线路现长10.494公里，设站5座，设计最高时速80公里，最小曲线半径75米（困难地段25米），最大坡度13%。2024年1月3日开始单体调试，目前已有10列导轨电车在当地完成组装。线路沿产业大道、龙腾大道以及金龙大道走行，起点为黄家岩站。
| 区 段 | 站名     | 规划名   | 中心里程    | 站间距 (m) | 换乘线路    | 站台形式 | 启用日期   |
| ----- | -------- | -------- | ----------- | ---------- | ----------- | -------- | ---------- |
| 一 期 | 黄家岩   | 黄家岩   | K0+046.000  |            | 不適用      | 岛式站台 | 预计2024年 |
| 一 期 | 祝英村   | 祝英村   | K1+635.000  | 1578       | 不適用      | 侧式站台 | 预计2024年 |
| 一 期 | 迎宾广场 | 迎宾广场 | K3+843.000  | 2219       | 不適用      | 岛式站台 | 未知       |
| 一 期 | 实验中学 | 实验中学 | K5+315.000  | 1472       | 不適用      | 岛式站台 | 预计2024年 |
| 一 期 | 金川大道 | 金川大道 | K6+505.000  | 1190       | 不適用      | 侧式站台 | 未知       |
| 一 期 | 金龙一路 | 淮远古镇 | K8+950.000  | 2315       | 不適用      | 岛式站台 | 预计2024年 |
| 一 期 | 迎宾路口 | 迎宾路口 | K9+648.000  | 2315       | 璧铜线 铜梁 | 岛式站台 | 未知       |
| 一 期 | 中兴路   | 龙城天街 | K10+578.000 | 930        | 不適用      | 岛式站台 | 预计2024年 |
| 一 期 | 玉泉社区 | 玉泉社区 | K11+170.000 | 592        | 不適用      | 岛式站台 | 未知       |
| 一 期 | 龙城大道 | 龙城大道 | K11+813.000 | 643        | 不適用      | 岛式站台 | 未知       |
| 一 期 | 职教中心 | 职教中心 | K12+380.000 | 567        | 不適用      | 岛式站台 | 未知       |
| 一 期 | 小北海   | 小北海   | K13+124.000 | 744        | 不適用      | 岛式站台 | 未知       |

## 车辆
线路采用4节编组低地板导轨电车，半集中-分散式供电。车内设有超级电容储能，并在每座车站设置牵引降压混合充电站，额定电压为直流750伏。